# Болоня
Вижте пояснителната страница за други значения на Болоня.
Боло̀ня (на латински: Bononia, което на местен диалект е Bulaggna, а на италиански е Bologna) е град в Северна Италия. Столица е на едноименната провинция и на регион Емилия-Романя и е разположен между реките Рено и Савена. Градът е известен с най-стария в Европа университет – Болонският университет „Alma Mater Studiorum“, основан през 1088 г., и е един от най-развитите в цяла Италия. Болоня се смята за един от най-богатите италиански градове с високо качество на живот. Това се дължи на силното индустриално развитие, обширния сектор на услугите и важното географско положение – на кръстопътя на най-важните магистрали и железопътни линии в страната.
Населението му е около 393 000 души към 2022 г. и е център на метрополен регион с 1 017 196 жители към 2020 г.

## География
Болоня е главен административен център на областта (регион) Емилия-Романя и на едноименната провинция Болоня. Разположен е между река По и Апенините.

## История

### Античност
Болоня е основана под името Фелсина (Felsina) от етруските около 534 г. пр.н.е. в регион, населяван преди от племената на културата Виланова – предимно фермери и овчари. Етруският град се разраства около светилище, построено на хълм, и заобиколено от некропол.
През 4 век пр.н.е. градът е завладян от галското племе бои (Boii), откъдето произлиза древното име Бонония на римската колония, основана през 189 г. пр.н.е. Заселниците включват 3000 латински семейства, предвождани от консулите Луций Валерий Флак, Марк Атилий Сераний и Луций Валерий Тапо. Построяването на античния път Виа Емилия прави Болоня важен град на картата на Римската република.

## Спорт
Най-големият местен футболен отбор носи името ФК Болоня 1909 и се е състезавал в Серия А и Серия Б. Основан е през октомври 1909.

## Кухня
Болоня е известна с кулинарните си традиции. Градът дава името си на прочутия болонезки сос – сос болонезе, представляващ месен сос за макаронени изделия и други видове паста. В останалите части на Италия този сос се нарича рагу по болонезки (ragù alla bolognese), а в Болоня го наричат просто рагу.
Заради разположението на Болоня в плодородната долина на река По богатата местна кухня зависи от месните продукти и сиренето. Също като другите градове в Емилия-Романя, производството на колбаси от свинско месо, като прошуто, мортадела и салам, е важна част от местната хранително-вкусова индустрия.
В района на града е развито винопроизводството, а сред известните сортове вина са Pignoletto dei Colli Bolognesi, Lambrusco di Modena и Sangiovese di Romagna.
Лазанята и тортелините, сервирани с мортадела и сос болонезе, са сред местните деликатеси.

## Известни компании
- Ducati (мотори)
- Malaguti (мотори)
- Lamborghini (коли)
- Maserati (коли)

## Известни личности
Родени в Болоня
- Николо Людовизи (1608 – 1687), кардинал, архиепископ на Болоня
- Бенедикт XIV (1675 – 1758), папа
- Кристиан Виери (р. 1973), футболист
- Алберто Томба (р. 1966), скиор
- Гуидо Гуиницели (1230 – 1276), поет
- Лучо Дала	(1943 – 2012), поп певец
- Лука Ди Монтедземоло (р. 1947), предприемач
- Пиерлуиджи Колина (р. 1960), футболен съдия
- Гулиелмо Маркони (1874 – 1937), електроинженер, изобретател и нобелов лауреат по физика (1909)
- Пиетро Менголи (1626 – 1686), математик
- Пиер Паоло Пазолини (1922 – 1975), поет и кинорежисьор
- Анджело Скиавио (1905 – 1990), футболист и треньор
- Франческо Албани (1578 – 1660), художник

Други личности, свързани с Болоня
- Леон Батиста Алберти (1404 – 1472), архитект, завършва право през 1428 г.
- Пиетро Менголи (1626 – 1686), математик
- Франческо Петрарка (1304 – 1374), поет, учил право през 1320 – 1326 г.
- Анджело Скиавио (1905 – 1990), футболист и треньор
- Алберто Фортис (1741 – 1803), естественик